# Jean René Guerrand
Jean René Raoul Valentin Guerrand, né à Rolleville (Seine-Inférieure) le 26 août 1905 et mort à Saint-Martin-du-Manoir en Seine-Maritime le 17 septembre 1993) est un chef d'entreprise français.

## Biographie
Il est le fils de René Émile Guerrand (Le Havre, 12 juillet 1874 - 12 avril 1961). Marié au Havre le 12 juin 1904) à Suzanne Stéphanie Magnan (Le Havre, 23 avril 1882 - 8 octobre 1940), il est le petit-fils de Louis Jérôme Guerrand et de Marie Caroline Giddens.
Administrateur puis président honoraire de la société Hermès (il est marié à Aline, fille d'Émile-Maurice Hermès), il est aussi conseiller du Commerce extérieur de France, membre de la Commission d'expansion commerciale et du Conseil national du patronat français.
Jean-René Guerrand est le père de deux fils jumeaux, Hubert (1940-2016) et Xavier, qui portent les noms de Guerrand-Hermès et de trois autres enfants.

## Décorations
- Officier de la Légion d'honneur[1]
- Chevalier de l'ordre du Mérite commercial et industriel[1]